# NGC 3833
NGC 3833 este o galaxie spirală situată în constelația Fecioara. A fost descoperită în 15 aprilie 1784 de către William Herschel. Se află la o distanță de 95,94 de megaparseci de Pământ.